# Sharon Lechter
Sharon L. Lechter (née le 12 janvier 1954) est une comptable, autrice et femme d'affaires américaine. Elle est coautrice de Rich Dad Poor Dad (Père riche, Père pauvre) et fondatrice-directrice générale de Pay Your Family First, une organisation dédiée à l’éducation financière.
En janvier 2008, Lechter a été nommée au Conseil consultatif présidentiel sur l'éducation financière (President's Advisory Council on Financial Literacy) pour un mandat de deux ans.

## Vie personnelle
Lechter est diplômée de l'université d'État de Floride (Florida State University) avec un diplôme en comptabilité obtenu en 1979. Elle a ensuite travaillé brièvement pour un petit cabinet comptable de type "Big Eight". Elle rencontre son époux, Michael Lechter, en 1980. Plus tard, les Lechter font la connaissance de Robert Kiyosaki et, ensemble, fondent les entreprises Rich Dad. Lechter a déclaré avoir occupé divers postes de direction dans des entreprises de l’informatique, de l’assurance et de l’édition, tout en conservant ses qualifications professionnelles de comptable publique certifiée (CPA).
En 1997, Lechter a coécrit le livre Père riche, père pauvre (Rich Dad Poor Dad), ainsi que quatorze autres ouvrages de la série Rich Dad. Elle a été directrice générale (CEO) de l’entreprise Rich Dad pendant plus de dix ans. Elle a également annoté le livre Plus malin que le Diable (1938), en collaboration avec la Fondation Napoleon Hill (Napoleon Hill Foundation), et a coécrit sa publication Three Feet from Gold. En 2021, Lechter a coécrit Exit Rich: The 6 P Method to Sell Your Business for Huge Profit avec Michelle Seiler Tucker.

### Pay Your Family First
En 2007, Lechter a fondé Pay Your Family First, une entreprise spécialisée dans l'éducation à la littératie financière.

### Procès
Le 12 octobre 2007, Lechter a intenté une action en justice contre Robert Kiyosaki, co-auteur de Père riche, père pauvre, dans le comté de Clark, au Nevada (affaire civile n° 07-A-549886-C). Le 4 septembre 2008, les Lechter et les Kiyosaki ont conclu un accord amiable dans cette affaire.

## Conseil pour l’éducation financière
En janvier 2008, George W. Bush a nommé Lechter au President's Council on Financial Literacy (Conseil présidentiel pour l’éducation financière), remplacé plus tard par le President's Advisory Council on Financial Capability sous l’administration de Barack Obama,.

## Distinctions
- Femme de l’année 2013 – décerné par la National Bank of Arizona[8] ;
- Prix Positively Powerful Woman pour le leadership philanthropique (2012)[9] ;
- Temple de la renommée 2016 du lycée Edgewater – promotion de 1972[10].